# András Koroknai
András Koroknai (* 31. Januar 1982 in Debrecen) ist ein professioneller ungarischer Pokerspieler.

## Persönliches
Koroknai studierte an der Universität Debrecen.

## Pokerkarriere
Koroknai spielte von August 2006 bis Januar 2013 online unter den Nicknames Frccsï... (PokerStars), kori23 (Full Tilt Poker) und kori25 (partypoker) mit Turniergewinnen von knapp 65.000 US-Dollar. Seit 2008 nimmt er auch an renommierten Live-Turnieren teil.
Anfang März 2010 gewann Koroknai das L.A. Poker Classic der World Poker Tour in Los Angeles mit einer Siegprämie von knapp 1,8 Millionen US-Dollar. Im Juni 2010 war er erstmals bei der World Series of Poker (WSOP) im Rio All-Suite Hotel and Casino am Las Vegas Strip erfolgreich und kam bei einem Turnier in der Variante No Limit Hold’em ins Geld. Beim Main Event erreichte er im gleichen Jahr den 339. Platz für rund 35.000 US-Dollar Preisgeld. Anfang Dezember 2010 siegte Koroknai bei den Poker Open in Budapest und erhielt dafür umgerechnet mehr als 100.000 US-Dollar. Bei der WSOP 2012 spielte er erneut das Main Event und erreichte als erster und bisher einziger Ungar mit dem zweitgrößten Chipstack den Finaltisch, der Ende Oktober 2012 ausgespielt wurde. Dort landete der einzige Nicht-Amerikaner auf dem sechsten Platz für mehr als 1,6 Millionen US-Dollar Preisgeld. Bereits vor Erreichen des Finaltischs sorgte Koroknai gleich zweimal für Aufsehen, nachdem er bei Händen gegen Gaëlle Baumann und Fabrizio González seine Karten zu früh gefoldet bzw. aufgedeckt hatte. Seitdem blieben größere Turniererfolge aus. Seine bis dato letzten Geldplatzierungen erzielte er bei der WSOP 2019.
Insgesamt hat sich Koroknai mit Poker bei Live-Turnieren über 3,5 Millionen US-Dollar erspielt.